# Robbie Shakespeare
Robbie Shakespeare, właśc. Robert Warren Dale Shakespeare (ur. 27 września 1953 w Kingston, zm. 8 grudnia 2021 w Miami) – jamajski gitarzysta basowy i producent muzyczny, w duecie ze Slyem Dunbarem stworzył najsłynniejszą sekcję rytmiczną w historii muzyki reggae, Sly & Robbie; współprowadził z nim także wytwórnię Taxi Records.

## Życiorys
Urodził się i dorastał we wschodniej części stolicy Jamajki. Jego pierwszym muzycznym idolem był Aston „Family Man” Barrett, basista legendarnej grupy Bob Marley & The Wailers; on też udzielił mu pierwszych lekcji gry na gitarze basowej. Karierę rozpoczął już jako nastolatek, grając z lokalnymi zespołami oraz występując w klubach muzycznych. Na początku lat 70. dołączył do zespołu Lloyda Charmersa The Hippy Boys, bywał też coraz częściej angażowany jako muzyk sesyjny przez znanego producenta Bunny’ego „Strikera” Lee. W roku 1972 poznał perkusistę Slya Dunbara, wówczas członka założonej przez Lloyda Parksa grupy Skin, Flesh & Bones. Wkrótce obaj instrumentaliści nawiązali bliską współpracę, dając w ten sposób początek najsłynniejszej sekcji rytmicznej w historii muzyki reggae, znanej jako Sly & Robbie. Z powodzeniem nagrywali i koncertowali do śmierci Robbie’go, współprowadzili również założony w roku 1974 przez Dunbara i Bertrama „Ranchiego” McLeana własny label – Taxi Records.